# Latimer (Kansas)
Pour les articles homonymes, voir Latimer.
Latimer est une ville américaine située dans le comté de Morris, au Kansas. Selon le recensement de 2020, sa population est de 31 habitants.